# Makalondi
Makalondi est une localité et une commune de l'ouest du Niger, du département de Torodi, dans la région de Tillabéri.

## Géographie

### Situation
La localité de Makalondi est située sur la route nationale 6 à 36 km au sud-ouest du chef-lieu départemental Torodi. La commune est frontalière du Burkina Faso au Sud.
| Torodi                    | Torodi                |               |
| Torodi                    | Makalondi             | Ouro Guéladjo |
| Kantchari ( Burkina Faso) | Botou ( Burkina Faso) | Tamou         |

## Histoire
La commune rurale de Makalondi est créée le 18 août 2009 par séparation du territoire de la commune rurale de Torodi. en raison de la forte densité de population de cette région et surtout de la position de ville frontalière importante.

## Population
Lors du recensement général de 2012, la population communale est relevée à 73 271 habitants. La localité de Makalondi compte 5 311 habitants en 2012.

## Économie
L’agriculture, l’élevage, le commerce, l’artisanat, l’orpaillage et la cueillette constituent les principales activités des habitants.

### Transport et communication
La localité se trouve sur la route nationale 6 (axe Niamey-Burkina Faso).

## Cultes
La commune compte deux paroisses catholiques relevant de l'archidiocèse de Niamey, la paroisse Saint-François d'Assise de Makalondi dans la ville principale, fondée en 1967, et la paroisse Saint-Esprit de Bomanga fondée en 1994. Ses membres sont principalement des membres du groupe ethnique du peuple Gourmantché.